# Colli Piacentini

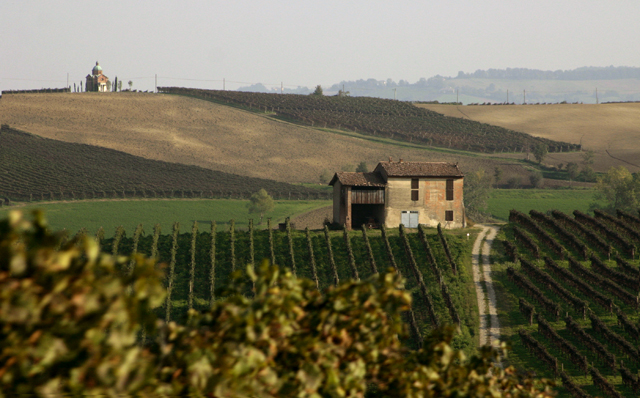
Weinberg in den Colli Piacentini

Colli Piacentini (dt. Hügel von Piacenza) ist ein italienisches Weinbaugebiet in der Provinz Piacenza, Region Emilia-Romagna, das seit 1967 eine „kontrollierte Herkunftsbezeichnung“ (Denominazione di origine controllata – DOC) besitzt, die zuletzt am 7. März 2014 aktualisiert wurde.

## Anbaugebiet
Die Colli Piacentini sind ein großes Weinbaugebiet. Im Jahr 2017 wurden 72.834 Hektoliter DOC-Wein erzeugt.
Der Anbau und die Vinifikation sind gestattet in den Gemeinden Vernasca, Alseno, Lugagnano Val d’Arda, Castell’Arquato, Gropparello und Carpaneto Piacentino – alle in der Provinz Piacenza.

## Erzeugung
Unter dieser Bezeichnung werden folgende Weine erzeugt:
Verschnittweine:
- Colli Piacentini Monterosso Val d’Arda: (auch als Spumante und Frizzante) muss zu mindestens 20–50 % aus der Rebsorte Malvasia di Candia Aromatica und/oder Moscato Bianco sowie 20–50 % Trebbiano Romagnolo und/oder Ortrugo bestehen. Höchstens 30 % Bervedino und/oder Sauvignon Blanc und andere weiße Rebsorten, die für den Anbau in der Region Emilia-Romagna zugelassen sind, dürfen zugesetzt werden.
- Colli Piacentini Novello: muss aus mindestens 60 % Pinot nero und/oder Barbera und/oder Croatina hergestellt sein. Höchstens 40 % andere rote Rebsorten, die für den Anbau in der Region Emilia-Romagna zugelassen sind, dürfen zugesetzt werden.
- Colli Piacentini Trebbianino Val Trebbia (auch als Frizzante und Spumante): muss zu 35–65 % aus Ortrugo und 10–20 % Malvasia di Candia aromatica und/oder Moscato bianco sowie 15–30 % Trebbiano Romagnolo und/oder Sauvignon Blanc bestehen. Höchstens 15 % andere weiße Rebsorten, die für den Anbau in der Region Emilia-Romagna zugelassen sind, dürfen zugesetzt werden.
- Colli Piacentini Trebbianino Valnure: muss aus 20–50 % Malvasia di Candia aromatica, 20–65 % Trebbiano Romagnolo und/oder Ortrugo hergestellt werden. Höchstens 15 % andere weiße Rebsorten, die für den Anbau in der Region Emilia-Romagna zugelassen sind, dürfen zugesetzt werden.
- Colli Piacentini Vin Santo: wird zu 80 % aus Malvasia di Candia aromatica und/oder Ortrugo und/oder Sauvignon Blanc und/oder Marsanne und/oder Trebbiano Romagnolo hergestellt. Höchstens 20 % andere weiße Rebsorten, die für den Anbau in der Region Emilia-Romagna zugelassen sind, dürfen zugesetzt werden.

Fast sortenreine Weine

Die folgenden Weine bestehen zu mindestens 85 % aus der genannten Rebsorte. Höchstens 15 % andere analoge Rebsorten, die für den Anbau in der Region Emilia-Romagna zugelassen sind, dürfen zugesetzt werden:
- Colli Piacentini Barbera
- Colli Piacentini Bonarda
- Colli Piacentini Cabernet Sauvignon
- Colli Piacentini Chardonnay
- Colli Piacentini Pinot nero
- Colli Piacentini Pinot Grigio
- Colli Piacentini Sauvignon Blanc
- Colli Piacentini Malvasia (Malvasia di Candia Aromatica)